# Pedro Casaldáliga

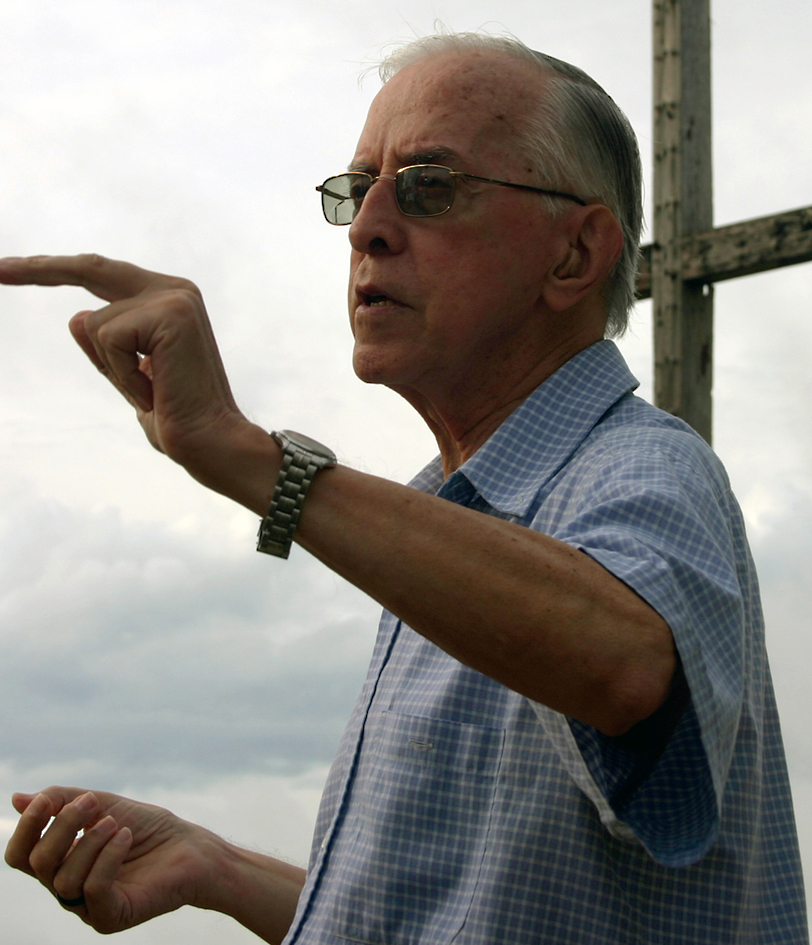
Pere Casaldàliga

Pedro Casaldáliga CMF, eigentlich Pere Maria Casaldàliga i Pla (* 16. Februar 1928 in Balsareny, Katalonien; † 8. August 2020 in Batatais, São Paulo, Brasilien) war ein spanischer Ordensgeistlicher und römisch-katholischer Bischof von São Félix in Brasilien.
Pedro Casaldáliga gehörte zu den profiliertesten Vertretern der Befreiungstheologie. Er galt als einer der bedeutendsten Kämpfer für die Menschenrechte in Brasilien. Neben seinem Wirken als Bischof wurde er als Dichter und Autor zahlreicher Veröffentlichungen bekannt.

## Leben
Pedro Casaldáliga trat 1943 der Ordensgemeinschaft der Claretiner bei und empfing am 31. Mai 1952 die Priesterweihe am Montjuïc in Barcelona. Von 1952 bis 1958 war er Religionslehrer in Sabadell, Barcelona, Barbastro und Madrid. 1961 wurde er Studienpräfekt in Barbastro und übernahm 1963 die Leitung der Zeitschrift Iris de Paz in Madrid. 1968 akzeptierte er den Vorschlag, eine Missionsstation in São Félix do Araguaia im Amazonas-Regenwald Brasiliens zu gründen.
Papst Paul VI. ernannte ihn am 27. April 1970 zum Apostolischen Administrator der neuerrichteten Territorialprälatur São Félix mit Sitz in São Félix do Araguaia im brasilianischen Bundesstaat Mato Grosso. Am 27. August 1971 erfolgte die Ernennung zum Titularbischof von Altava und die Bestellung zum Prälaten der Territorialprälatur São Félix. Die Bischofsweihe spendete ihm der Erzbischof von Goiânia, Fernando Gomes dos Santos, am 23. Oktober desselben Jahres; Mitkonsekratoren waren Tomás Balduino OP, Bischof von Goiás, und Bischof Juvenal Roriz CSsR, Prälat von Rubiataba.
Pedro Casaldáliga stellte Bedingungen zu seiner Bischofsernennung:
- Er fragte die Priester, die Ordensleute und die Laien, ob sie ihn als Bischof wollen.
- Er akzeptierte als Mitra nur den Strohhut der Kleinbauern und als Ring und Hirtenstab Symbole der indigenen Bevölkerung seiner künftigen Diözese: den schwarzen Ring aus der Tucum-Palme und ein Ruder der Tapirapé-Indianer.

Am 2. Februar 2005 nahm Papst Johannes Paul II. seinen altersbedingten Rücktritt an. Pedro Casaldáliga litt an Parkinson und starb im August 2020 im Alter von 92 Jahren.

## Wirken
Pedro Casaldáligas wichtigste Leistung war der Aufbau und die Leitung der Prälatur in São Félix do Araguaia. Angesichts großer sozialer Ungerechtigkeit, Armut, Hunger und Gewalt verteidigte er immer die Menschenrechte, besonders die der Armen.
Darüber hinaus war er ein wichtiger Vertreter der Theologie der Befreiung in Lateinamerika. Er unterstützte die kirchlichen Basisbewegungen in Nicaragua und ganz Mittelamerika in der Zeit der nicaraguanischen Revolution und der darauf folgenden schweren innerkirchlichen Auseinandersetzungen. Diese Parteinahme und sein Einsatz für soziale Gerechtigkeit trugen ihm einen Konflikt mit einigen Behörden im Vatikan ein. 1988 musste er Joseph Ratzinger, Präfekten der Glaubenskongregation, Bericht erstatten.
Pedro Casaldáliga wurde wegen seines Engagements von den örtlichen Machthabern, Großgrundbesitzern, Politikern und Militärs angefeindet und mehrfach mit dem Tod bedroht, unter anderem wegen seines Engagements für die Landrechte der Xavante-Indianer und für die Pastoral da Terra(Landpastoral) in Nordbrasilien. Am 11. Oktober 1976 verlangten Pedro Casaldáliga und der Jesuit João Bosco Penido Burnier, ein Sprecher des Conselho Indigenista Missionário (CIMI), in der Polizeistation der Kleinstadt Ribeirão Cascalheira die Freilassung zwei indianischer Bäuerinnen, die dort misshandelt wurden. Pedro Casaldáliga drohte, die Polizisten wegen Amtsmissbrauchs und Misshandlung anzuzeigen. Daraufhin erschoss ein Polizeibeamter Pater João Burnier.
Pedro Casaldáliga war einer der bekanntesten religiösen Dichter Lateinamerikas. Seine Gedichte in portugiesischer, spanischer und katalanischer Sprache haben weltweite Verbreitung und zahllose Übersetzungen gefunden.

## Ehrungen
- 2000: Ehrendoktorwürde der Universidade Estadual de Campinas
- 2006: Premi Internacional Catalunya der Generalitat de Catalunya
- 2010: Comenda de Direitos Humanos Dom Hélder Câmara (Menschenrechtspreis Dom Hélder Câmara) des Bundessenats
- Die Universidade do Estado de Mato Grosso (UNEMAT) benannte ihren Campus in Médio Araguaia nach Pedro Casaldáliga.[6]

## Werke in deutscher Übersetzung
- Ich kann nicht länger schweigen (= Adveniat-Dokumente, Projekt Nr. 11). Geschäftsstelle der Bischöflichen Aktion Adveniat, Essen  1972, DNB 730535495.
- Teófilo Cabestrero: Mystik der Befreiung: ein Portrait des Bischofs Pedro Casaldáliga in Brasilien. Jugenddienst Verlag, Wuppertal 1981, ISBN 978-3-7795-7353-1.
- Die Glut kommt von unten. Neukirchener Verlag, Neukirchen-Vluyn 1981, ISBN 978-3-7887-0660-9.
- Missa dos Quilombos. In: Horst Goldstein (Hrsg.): Tage zwischen Tod und Auferstehung. Geistliches Jahrbuch aus Lateinamerika. Patmos Verlag, Düsseldorf 1984, ISBN 978-3-491-72142-5.
- Auf der Suche nach dem Reich Gottes. Eine Anthologie. Hermagoras, Klagenfurt / Wien, 1989, ISBN 978-3-85013-160-5.
- gemeinsam mit Leonardo Boff und Hermann Mayer: Kampf und Prophetie: Aufzeichnungen einer Reise durch Nicaragua. St. Gabriel, Mödling 1990, ISBN 978-3-85264-339-7.
- Wie eine Blume aus Feuer: Kleine Lieder. Hrsg. und übertragen von Hermann Brandt. Neukirchen-Vluyn 1992, ISBN 978-3-7887-1210-5.
- Zeit der Erinnerung, Zeit der Verpflichtung. In: Missionszentrale der Franziskaner (Hrsg.): 500 Jahre Gold und Gott: 1492–1992 (= Berichte, Dokumente, Kommentare 49). Missionszentrale der Franziskaner, Bonn, 1992, DNB 921422660, S. 13–19.
- Durst nach Liebe und Gerechtigkeit: Eine kleine Anthologie. Hermagoras, Klagenfurt / Wien, 1993, ISBN 978-3-85013-335-7.

## Filme
- Pé na caminhada (deutsche Fassung: „Gottes Volk auf dem Weg“), 1985
- Amerindia (zur 500 Jahr-Geschichte der Eroberung, kolonialer Unterdrückung und Ausrottung indigener Völker Lateinamerikas), 1992
- Die Sieben Lebensquellen, 1994[7]